# Rheithrosciurus macrotis
O Rheithrosciurus macrotis é uma espécie de roedor da familía Sciuridae. É a única espécie do gênero Rheithrosciurus. É encontrado apenas na ilha de Bornéo.